# Santovenia (kommunhuvudort)
Santovenia är en kommunhuvudort i Spanien.   Den ligger i provinsen Provincia de Zamora och regionen Kastilien och Leon, i den nordvästra delen av landet, 230 km nordväst om huvudstaden Madrid. Santovenia ligger 714 meter över havet och antalet invånare är 354.
Terrängen runt Santovenia är platt. Runt Santovenia är det glesbefolkat, med 8 invånare per kvadratkilometer. Närmaste större samhälle är Benavente, 14,0 km norr om Santovenia. Trakten runt Santovenia består till största delen av jordbruksmark.